# 王宸生
王宸生（1922年12月—2014年7月29日），原名杨喜俭，山东蓬莱人，中华人民共和国政治人物。
1951年，担任全国供销合作总社供应局人事科科长、供应局工业商品处副处长、生产资料局财会处副处长，后升任全国供销合作总社财会局局长，文化大革命期间受到迫害。1981年，任全国供销合作总社副主任。1983年初，参与筹建审计署，曾任副审计长。2014年去世。